# 一井かずみ
一井 かずみ（かずい かずみ、8月19日 - ）は、日本の漫画家。愛知県出身。
1999年、「わたしの居る場所」が第45回小学館新人コミック大賞少女・女性部門で入選。2000年、『プチコミック』6月号増刊に掲載された「私の居る場所」でデビュー。

## 作品リスト
全て小学館、フラワーコミックスより刊行されている。
- もっと もっと もっと（2003年2月26日発売[2]、ISBN 4-09-138271-1）
  - もっと もっと もっと
  - 情熱のライオン
  - 地上の天使・愛のチカラ
  - Switch
  - 我が名はデイジー
- それでも君を奪う（2004年1月26日発売[3]、ISBN 4-09-138272-X）
  - それでも君を奪う
  - 私はもう火傷している
  - 七年目のエンゲージ
  - 君に会えなくなるまえに
  - 美しきケモノ
  - 午後三時から午後五時のあいだ
- 世界の中心で、愛をさけぶ（2004年4月6日発売[4]、原作：片山恭一、 同名小説のコミカライズ、ISBN 4-09-138273-8、全1巻）
- フラワー・ガーデン（2005年8月26日発売[5]、ISBN 4-09-138274-6）
  - フラワー・ガーデン
  - ルームメイトの恋人
  - シンデレラは夢みてる
  - ハッピー・マイ・ボーイフレンド
  - 恋する日々
- ラブ/ジョブ（2006年12月21日発売[6]、ISBN 4-09-130756-6、全1巻）
- 雪はかの人の夢を見る（2007年10月26日発売[7]、ISBN 978-4-09-131370-6）
  - 雪はかの人の夢を見る
  - ラブ/ジョブ〜オンナとオトコの戦場〜
  - どうぞ、あなたの意のままに
  - ぜいたくなカラダ
  - まだ見ぬ雪
- エクスタシー・トレード（2008年[8]）
  - エクスタシー・トレード
  - 恋するアイスクリーム
  - たいようのキミ
  - ラブ・ジョブ〜僕と彼女の生きる道〜
  - 愛しい音
- さあ 秘密をはじめよう（2008年 - 2011年、全7巻）
  - 併録「遠く、恋をしている。」（第1巻）「クロース・トゥ・ユゥ、クロース・トゥ・ミー」（第2巻）「おとなちゃれんじ?」（第3巻）「ダーリン、ダーリン。」（第4巻）
- どうせもう逃げられない（2011年 - 2015年、全10巻）
- VS.無糖（2012年11月9日発売[9]、ISBN 978-4-09-134830-2）
  - VS.無糖
  - 30over
  - 宝物クロゼット
  - 私にだって、言い分はある。
  - キミがいなくなってゆく
- 一井かずみ初期傑作集 昼の情熱（2015年11月10日発売[10]、ISBN 978-4-09-138050-0）
  - 夏の旅の空の下
  - ぜいたくなカラダ
  - 情熱のライオン
  - シンデレラは夢みてる
  - 君に会えなくなる前に
  - フラワーガーデン
  - 午後三時から午後五時のあいだ（再録）
- きっと愛してしまうんだ。（2015年 - 2018年、全7巻）
  1. 2016年6月10日発売[11]、『プチコミック』2016年1月号[12] - 5月号、ISBN 978-4-09-138354-9
    - きっと愛してしまうんだ。番外編 四夜から五夜までのある夜について（描きおろし）

  2. 2016年11月10日発売[13]、『プチコミック』2016年6月号 - 10月号、ISBN 978-4-09-138768-4
    - きっと愛してしまうんだ。番外編（『プチコミック』2016年2月増刊号）

  3. 2017年4月10日発売[14]、『プチコミック』2016年11月号 - 2017年3月号、ISBN 978-4-09-139269-5
  4. 2017年9月8日発売[15]、『プチコミック』2017年4月号 - 8月号、ISBN 978-4-09-139440-8
  5. 2018年2月9日発売[16]、『プチコミック』2017年9月号 - 2018年1月号、ISBN 978-4-09-139828-4
    - きっと愛してしまうんだ。番外編 電話（『プチコミック』2016年12月増刊秋号）
    - きっと愛してしまうんだ。番外編 綾野（『プチコミック』2017年12月増刊秋号）

  6. 2018年9月10日発売[17]、『プチコミック』2018年2月号 - 7月号、ISBN 978-4-09-870169-8
    - さあ 秘密をはじめよう 番外編[18]（『プチコミック』2017年4月号）

  7. 2019年1月10日発売[19]、『プチコミック』2018年8月号 - 12月号[20]、ISBN 978-4-09-870359-3
- ふわふわゆれて、はらはらおちて（2018年9月10日発売[21]、原作担当、作画：北川みゆき、『プチコミック』2017年10月号[22]、2018年1月号、2018年4月号、2018年7月号、ISBN 978-4-09-870170-4、全1巻）
- 私が恋などしなくても（2019年 - 2022年、全9巻）
  1. 2019年8月9日発売[23][24]、『プチコミック』2019年4月号[25] - 7月号、ISBN 978-4-09-870562-7
    - バースデー[24]（『姉系プチコミック』2019年3号）

  2. 2019年12月10日発売[26]、『プチコミック』2019年8月号 - 11月号、ISBN 978-4-09-870680-8
    - 墜落と追憶（『姉系プチコミック』2019年11号）

  3. 2020年4月10日発売[27]、『プチコミック』2019年12月号 - 2020年3月号、ISBN 978-4-09-871012-6
    - 墜落と追憶（『姉系プチコミック』2020年3号）

  4. 2020年9月10日発売[28]、『プチコミック』2020年4月号 - 5月号、7月号 - 8月号、ISBN 978-4-09-871122-2
    - 墜落と追憶（『プチコミック』2020年7月号別冊ふろく『ショート!ショート!ショート!』）

  5. 2021年1月8日発売[29]、『プチコミック』2020年9月号 - 12月号、ISBN 978-4-09-871262-5
    - 墜落と追憶（『姉系プチコミック』2020年11月号）

  6. 2021年6月10日発売[30]、『プチコミック』2021年1月号 - 4月号、ISBN 978-4-09-871355-4
    - 私が恋などしなくても 番外編 感染る[31]（『プチコミック』2021年4月号）

  7. 2021年10月8日発売[32]、『プチコミック』2021年5月号 - 8月号、ISBN 978-4-09-871433-9
    - どうせもう逃げられない 番外編（『プチコミック』2021年10月号）

  8. 2022年1月7日発売[33]、『プチコミック』2021年9月号 - 12月号、ISBN 978-4-09-871593-0
    - 墜落と追憶（『姉系プチコミック』2022年①号）

  9. 2022年6月10日発売[34]、『プチコミック』2022年1月号 - 5月号[35]、ISBN 978-4-09-871654-8
- 絶食男子攻略せよ（『プチコミック』2022年7月号[36]、2022年10月号[37] - 2024年3月号[38]、全4巻）
  1. 2023年3月9日発売[39][40]、『プチコミック』2022年10月号[37]、12月号、2023年1月号 - 2月号、ISBN 978-4-09-872023-1
    - 絶食男子攻略せよ 番外編 私の彼は恋愛に興味がない（『プチコミック』2022年11月号）

  2. 2023年7月10日発売[41]、ISBN 978-4-09-872114-6
  3. 2023年12月8日発売[42]、ISBN 978-4-09-872457-4
  4. 2024年3月8日発売[43]、ISBN 978-4-09-872519-9
- nest（『プチコミック』2024年6月号[44] - ）
  1. 2024年11月8日発売[45][46]、ISBN 978-4-09-872846-6
  2. 2025年4月10日発売[47]、ISBN 978-4-09-873028-5

### アンソロジー
全て単行本に収録された作品の再録である。
- ドSスーツ（2014年1月10日発売[48]、ISBN 978-4-09-135809-7）
  - どうぞ、あなたの意のままに
- 社内情事（2014年9月10日発売[49]、ISBN 978-4-09-136380-0）
  - 恋するアイスクリーム
- 略奪恋愛（2015年5月8日発売[50]、ISBN 978-4-09-137406-6）
  - 私はもう火傷している

### 小説
- どうせもう逃げられない 〜ホット・バケーション〜（2014年、原作、挿絵担当、著者：高瀬ゆのか）

### 単行本未収録作品等
- 私のいる場所（『プチコミック』2000年6月増刊号、デビュー作。）
- 犬は恩を忘れない[51]（『プチコミック』2015年10月号）